# Флойд Мейвезер — Андре Берто
Флойд Мейвезер против Андре Берто — боксёрский PPV поединок в полусреднем весе, на кону которого стояли титулы WBA super, WBC, журнала Ring. Бой состоялся 12 сентября 2015 года в Лас-Вегасе на арене MGM Grand и завершился победой Мейвезера единогласным решением судей.

## Перед боем
Незадолго до организации поединка, Флойд Мейвезер был лишён чемпионского титула по версии WBO.
Берто был временным чемпионом по версии WBA в полусреднем весе.
29 августа вышел первый документальный фильм "All access" посвящённый раскрутке боя.
5 сентября вышел второй документальный фильм "All access" посвящённый раскрутке боя.
Гонорар Мейвезера составил 32 млн $, Берто — 4 млн $.
Коэффициент на победу Мейвезера составлял 1,01, на победу Берто 13,0.
11 сентября состоялась процедура взвешивания. Вес Мейвезера составил 66,22 кг, а вес Берто составил 65,77 кг.
11 сентября вышел третий документальный фильм "All access" посвящённый раскрутке боя.

## Описание боя
Мейвезер вёл бой под свою диктовку. Поединок был не такой скучный как предыдущий бой Мейвезера с Пакьяо. Берто за весь бой удалось провести несколько точных ударов, но это были считанные единицы на фоне тех ударов которые нанёс Мейвезер. Мейвезер победил единогласным решением судей (со счётом 120-108, 117-111, 118-110)

### Статистика ударов
Доминирование Мейвезера было отражено в статистике CompuBox. Он нанёс 232 точных ударов из 410 выброшенных (57% точности), в то время как Берто провёл до цели лишь 83 из 495 ударов (17% точности).

## Итоги PPV
Поединок собрал около 550 000 подписчиков. Этот показатель стал самым низким за последние 9 лет для боёв Флойда Мейвезера.

## После боя
Сразу после поединка, Мейвезер объявил о завершении спортивной карьеры.